# Peromyscus aztecus
Peromyscus aztecus е вид бозайник от семейство Хомякови (Cricetidae).

## Разпространение
Видът е разпространен в Гватемала, Мексико, Салвадор и Хондурас.